# Кінцева зупинка
«Кінцева зупинка» — радянський художній фільм 1989 року, знятий режисером Серіком Апримовим на кіностудії «Казахфільм».

## Сюжет
Гіркий, відвертий епізод із сучасного життя казахського народу. Демобілізувавшись з армії, герой приїхав до рідного селища Аксуат, і за кілька днів зрозумів, що життя земляків, їхні справи та турботи — зовсім не те, до чого він мріяв повернутися — це те місце, де життя зупинилося, померло. Єдиний порятунок — поїхати якнайдалі, і, якщо можливо, назавжди. Картина знімалася на батьківщині Серіка Апримова в Аксуатському районі Семипалатинської області Казахстану. Ці місця багатьом стали відомі за повідомленнями про благополучні завершення космічних польотів та підземні вибухи ядерних пристроїв.

## У ролях
- Сабіт Курманбеков — Еркен Хасанов
- Мурат Ахметов — Мурат Іскаков
- Бахитжан Альпеїсов — Арман Алімов
- Нагімбек Самаєв — Талгат Естеков
- К. Кажієв — епізод
- А. Кімадієв — епізод
- Г. Костибаєва — епізод
- Г. Мерекенова — епізод
- А. Рахимжанов — епізод
- М. Абдільбаєв — епізод
- М. Кожахметов — епізод
- Є. Апримов — епізод
- Н. Шалданбаєва — епізод
- Ж. Сарсенбаєва — епізод
- Л. Жакипбаєва — епізод
- Б. Аринов — епізод
- Ш. Аскерова — епізод

## Знімальна група
- Режисер — Серік Апримов
- Сценарист — Серік Апримов
- Оператор — Мурат Нугманов
- Художник — Сабіт Курманбеков